# Pićan
Pićan – wieś w Chorwacji, w żupanii istryjskiej, w gminie Pićan. W 2011 roku liczyła 281 mieszkańców.